# Rue des Renaudes
La rue des Renaudes est une voie du 17e arrondissement de Paris, en France.

## Situation et accès
La rue des Renaudes est une voie publique située dans le 17e arrondissement de Paris. Elle débute au 110, boulevard de Courcelles et se termine au 36, avenue Niel.
Le quartier est desservi par la ligne 2, à la station Ternes.

## Origine du nom
La rue tire son nom de celui d'un ancien propriétaire, Jean-Auguste Borye des Renaudes, inspecteur des postes à Paris, né en 1808 à Paris, marié le 26 mai 1842 à Laurence Honorine Montargon-Lamare (1819-1864), et décédé le 30 novembre 1862 en son domicile au 22 rue du Faubourg Saint-Honoré, dans le 8e arrondissement de Paris. Il avait hérité des terrains de son beau-père. Il est enterré avec son épouse au cimetière de Montmartre.

## Historique

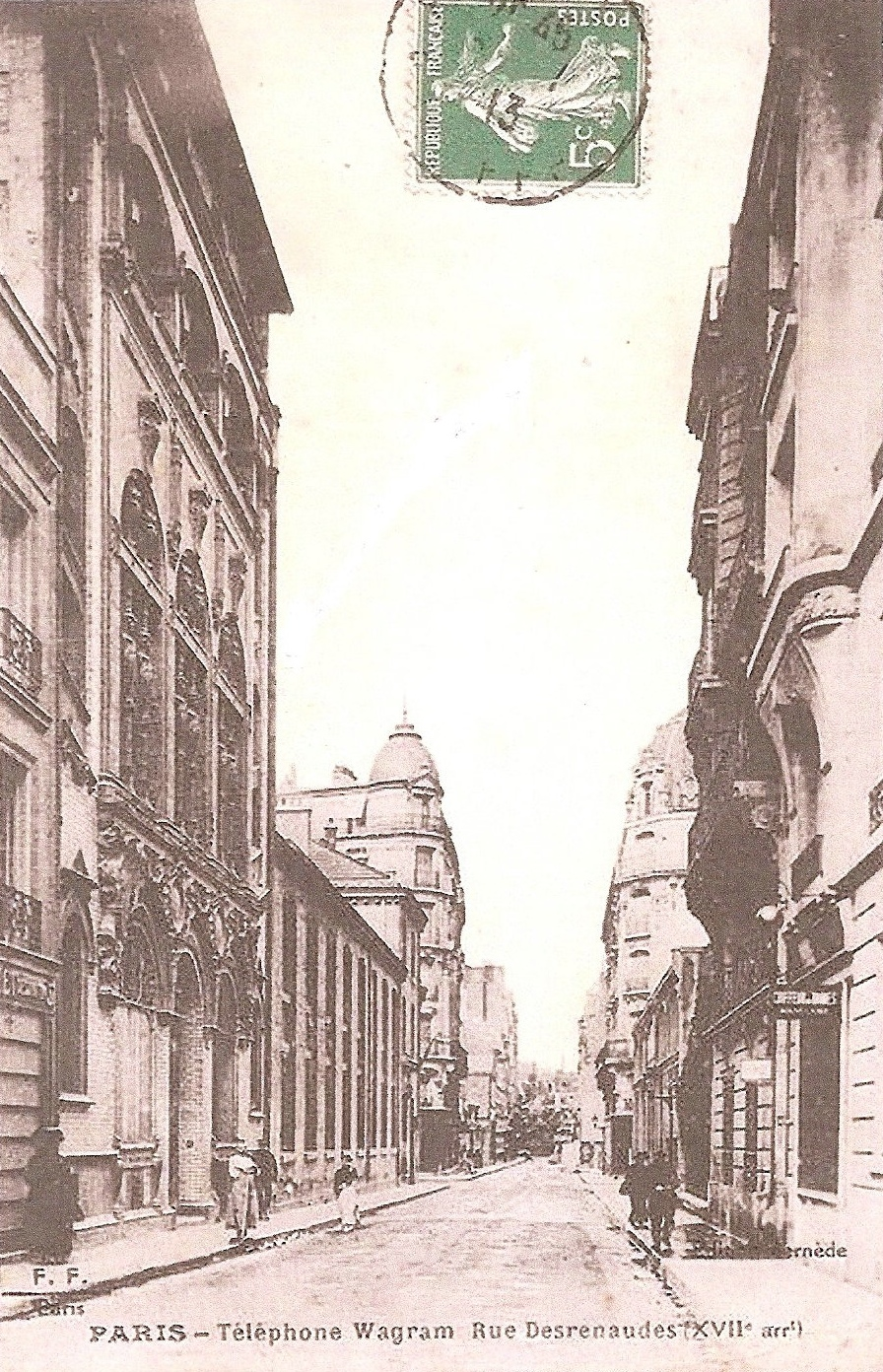
La rue Desrenaudes vers 1910.

Cette rue a été ouverte en plusieurs phases :
- entre le boulevard de Courcelles et la rue Poncelet par arrêté du 8 novembre 1855. Cette voie de l'ancienne commune de Neuilly est appelée « rue Desrenaudes » puis elle est classée dans la voirie parisienne par décret du 23 mai 1863 ;
- entre les rues Poncelet et Fourcroy par décret du 25 juillet 1882 ;
- entre la rue Fourcroy et l'avenue Niel par décret du 11 avril 1906.

Par suite de réclamations, le nom de « rue Desrenaudes » a été rectifié en 1897 en « rue des Renaudes ».

## Bâtiments remarquables et lieux de mémoire

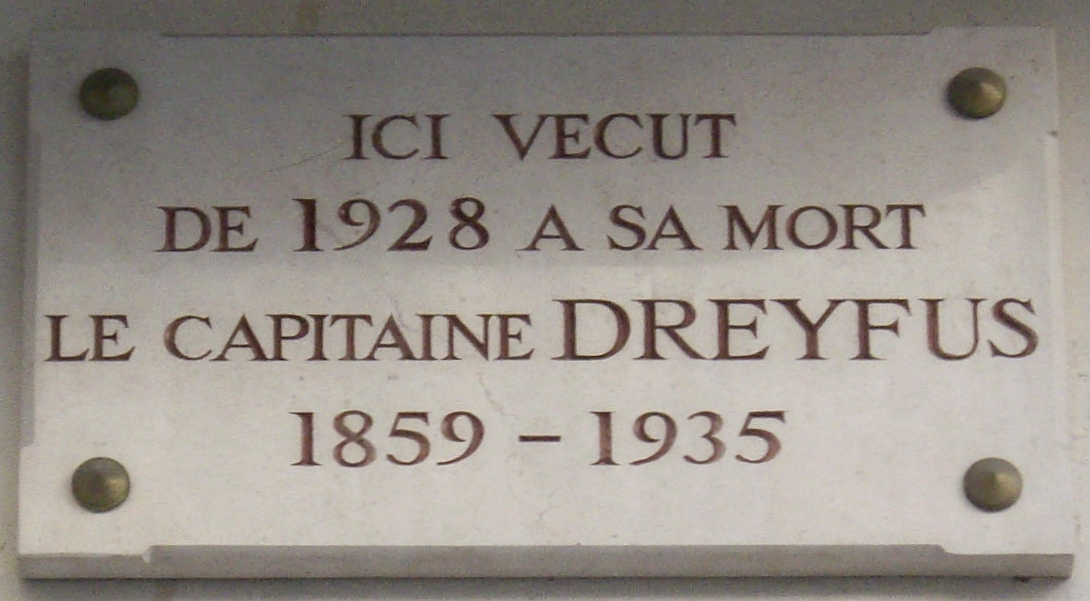
Plaque du no 7.

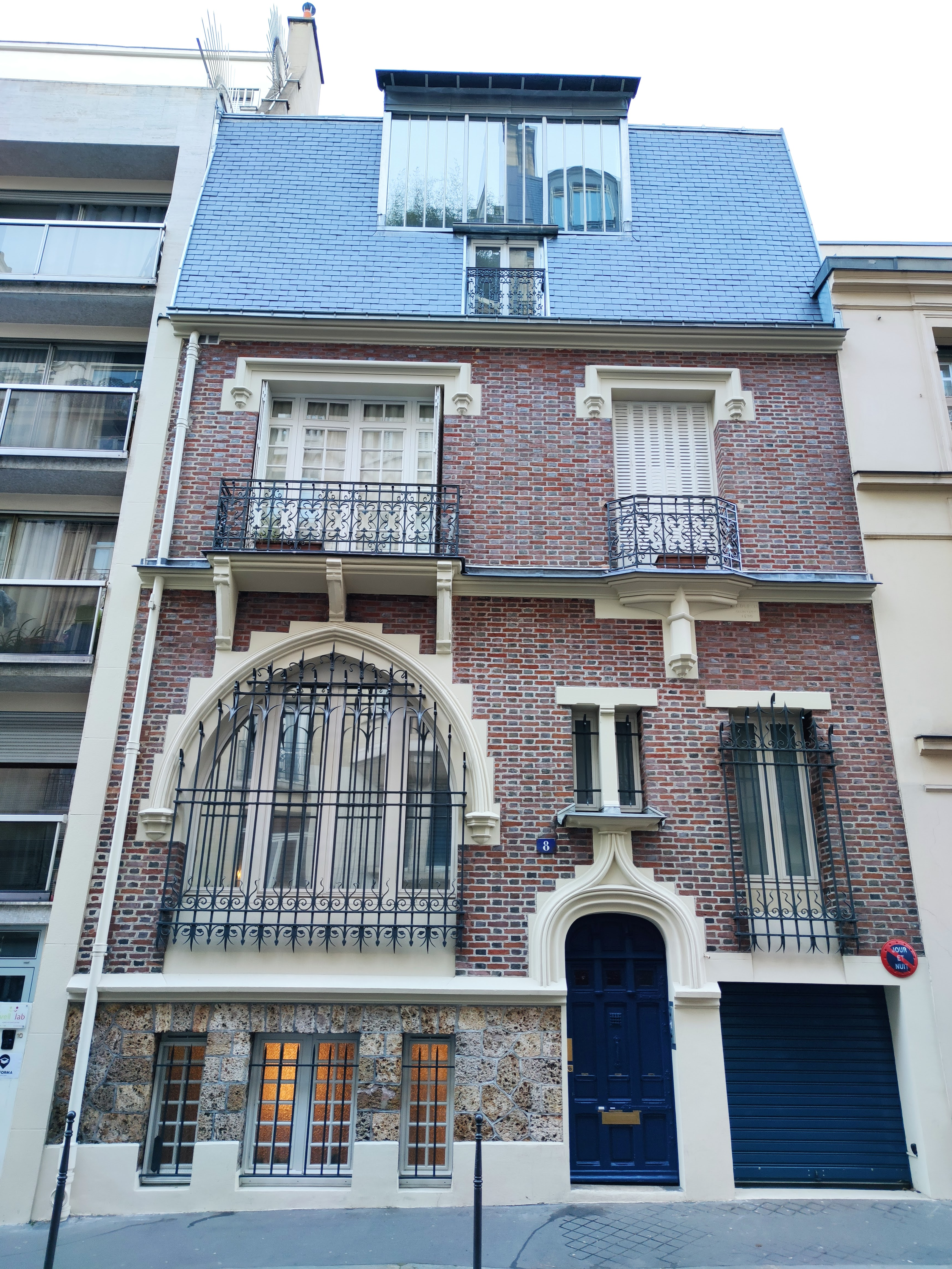
No 8.

- No 7 : immeuble dans lequel résida Alfred Dreyfus de 1928 à sa mort en 1935.
- No 8 : ancien hôtel particulier à façade en partie de style néogothique, avec fenêtre à ogive, construit en 1891 par l’architecte Élisée Dupuis pour le graveur et médailleur Daniel Dupuis (1849-1899)[1], son frère. Dans les années 1930, il appartient à A. Lelièvre, industriel et vice-président de la Société archéologique de Sens[2].
- No 14 : c'est dans son studio de la rue des Renaudes que fut retrouvé tué par balles, le 17 janvier 1966, Georges Figon, qui avait pris part aux préparatifs de l'enlèvement du leader marocain en exil Mehdi Ben Barka[3].
- No 32 : de 1905 à 1908 se trouvait là le construteur automobile M. Eudelin.
- No 42 : consulat d'Haïti dans les années 1920[4].
- No 49 : siège de l'association Ichtus au service de la Cité.
- No 53 : siège du Mouvement rural de jeunesse chrétienne (MRJC).